# Tochi Chukwuani
Tochi Phil Chukwuani (Herlev, 24 marzo 2003) è un calciatore danese, centrocampista dello Sturm Graz.

## Caratteristiche tecniche
È un centrocampista centrale dotato di buona visione di gioco e fisicità, abile nello smarcarsi e nel verticalizzare l'azione.

## Carriera

### Club
Nato ad Herlev da genitori di origine nigeriana, inizia a giocare a calcio nelle giovanili del B.93 prima di passare nel Nordsjælland; nel luglio 2019 firma il suo primo contratto professionistico valido fino al 2022 ed il 22 settembre seguente debutta in prima squadra giocando il match vinto 2-1 contro l'Aalborg. Il 17 luglio 2020 realizza la sua prima rete, siglando il gol del momentaneo 3-3 nella trasferta persa 6-3 contro il Midtjylland.
Nell'estate del 2024 si trasferisce nella prima divisione austriaca allo Sturm Graz, con cui conclude la stagione 2024-2025 vincendo il campionato (il quinto nella storia del club bianconero).

### Nazionale
Ha giocato nelle nazionali giovanili danesi Under-16, Under-17, Under-19 ed Under-20.

## Statistiche
Statistiche aggiornate al 29 marzo 2021.

### Presenze e reti nei club
| Stagione        | Squadra         | Campionato      | Campionato | Campionato | Coppe nazionali | Coppe nazionali | Coppe nazionali | Coppe continentali | Coppe continentali | Coppe continentali | Altre coppe | Altre coppe | Altre coppe | Totale | Totale | Totale |
| Stagione        | Squadra         | Comp            | Pres       | Reti       | Comp            | Pres            | Reti            | Comp               | Pres               | Reti               | Comp        | Pres        | Reti        | Pres   | Reti   |        |
| --------------- | --------------- | --------------- | ---------- | ---------- | --------------- | --------------- | --------------- | ------------------ | ------------------ | ------------------ | ----------- | ----------- | ----------- | ------ | ------ | ------ |
| 2019-2020       | Nordsjælland    | SL              | 7          | 1          | CD              | 0               | 0               |                    | -                  | -                  |             | -           | -           | 7      | 1      |        |
| 2020-2021       | Nordsjælland    | SL              | 18         | 1          | CD              | 1               | 0               |                    | -                  | -                  |             | -           | -           | 19     | 1      |        |
| Totale carriera | Totale carriera | Totale carriera | 25         | 2          |                 | 1               | 0               |                    | -                  | -                  |             | -           | -           | 26     | 2      |        |

## Palmarès

### Club

#### Competizioni nazionali
- Campionato austriaco: 1

Sturm Graz: 2024-2025